# Josef Zöhrer
Josef Zöhrer   (Viena, 5 de febrer de 1841 - Ljubljana, 20 de novembre de 1916), fou un músic i compositor austríac.
Després de l'OSN. Escola i Gimnàs, a Viena. Al Conservatori tingué com a professors de piano a Eduard Pirkhert i Julius Epstein i la composició Simon Sechter i es va titular el 1860 i va començar a actuar com a pianista.
Després va ser mestre de capellà i director de teatre a Trieste durant diversos anys, des de 1855-1883, professor a l'escola de música de la Societat Filharmònica de Ljubljana i líder del seu cor, i de 1883-1912, director musical de la societat, de la qual fou membre honorari des de 1895. Va dirigir regularment concerts simfònics i per primera vegada a Ljubljana va interpretar diverses obres de J. Brahms, A. Bruckner, Piotr Ilitx Tchaikovsky i Dvořák, el 1902 també va dirigir tota la novena simfonia de Beethoven. També ha actuat com a acompanyant de piano en concerts de cambra. Algunes de les seves composicions de cambra i simfòniques es van representar a Ljubljana, entre d'altres: Es muss sien (poema simfònic, 1911) i Sextet per a les cordes en re menor, op. 39 (1915). Tanmateix, la majoria de les seves obres han quedat en manuscrit i es perderen.